# Matías Nahuel
Matías Nahuel Leiva (Rosario, 22 oktober 1996) is een Spaans-Argentijns voetballer die als offensieve middenvelder speelt. Hij stroomde in 2014 door vanuit de jeugd van Villarreal.

## Clubcarrière
Nahuel komt uit de jeugdopleiding van Villarreal. Hij debuteerde op 13 januari 2014 in de hoofdmacht van de club, in een wedstrijd in de Primera División tegen Real Sociedad. Villarreal won de wedstrijd met 5-1, na doelpunten van Giovani dos Santos, Ikechukwu Uche (beide 2x) en Moisés Gómez. Nahuel viel bij een stand van 5-1 in voor Moi Gómez. In de zomer van 2016 werd hij voor twee seizoenen op huurbasis gestald bij Real Betis.

### Clubstatistieken
| Seizoen | Club         | Competitie       | Competitie | Competitie | Beker | Beker | Internationaal | Internationaal | Totaal | Totaal |
| Seizoen | Club         | Competitie       | Wed.       | Dlp.       | Wed.  | Dlp.  | Wed.           | Dlp.           | Wed.   | Dlp.   |
| ------- | ------------ | ---------------- | ---------- | ---------- | ----- | ----- | -------------- | -------------- | ------ | ------ |
| 2013/14 | Villarreal   | Primera División | 5          | 0          | 0     | 0     | 0              | 0              | 5      | 0      |
| 2014/15 | Villarreal   | Primera División | 0          | 0          | 3     | 1     | 1              | 1              | 4      | 2      |
| 2015/16 | Villarreal   | Primera División | 20         | 0          | 4     | 1     | 6              | 0              | 30     | 1      |
| 2016/17 | → Real Betis | Primera División | 0          | 0          | 0     | 0     | —              | —              | 0      | 0      |
| Totaal  | Totaal       | Totaal           | 25         | 0          | 7     | 2     | 7              | 1              | 39     | 3      |

Bijgewerkt op 17 juni 2016.

## Erelijst
| Europees kampioen –19 | 1 | 2015 |